# 上農站
上農站（韓語：상농역）是朝鮮民主主義人民共和國咸鏡南道虛川郡上農勞動者區的一個鐵路車站，属于虛川線。

## 邻近车站
虛川線
下雲承站 - 上農站 - 中村站